# Bursera
Bursera es un género de árboles perteneciente a la familia Burseraceae, que cuenta con aproximadamente 104 especies, 80 de las cuales se encuentran en México.
Sin embargo se trata de un grupo cuyo conocimiento es aún incompleto, porque su sistemática es compleja y algunas de sus especies no se han discernido correctamente.

## Descripción
Son árboles o a veces arbustos caducifolios, dioicos (es decir, con sexos separados, habiendo árboles machos y árboles hembras), por lo general fuertemente resinosos y aromáticos, con hojas compuestas, sin estípulas, normalmente imparipinnadas y con los foliolos opuestos; el raquis a menudo es alado. Las flores unisexuales normalmente son pequeñas, con pétalos blancos, amarillentos, verdosos o rojizos. Los frutos son drupas dehiscentes en 2 o 3 valvas y cubiertas por un pseudoarilo, que al abrirse el fruto es rojo, anaranjado a amarillo; pero pronto se torna gris o blanquecino. Por lo general hay una sola semilla en cada fruto.
El género Bursera es uno de los seis géneros de la familia Burseraceae endémicos del continente Americano. Su distribución se restringe a la mitad norte de la porción intertropical del continente americano, desde el sur de Estados Unidos hasta el norte de Brasil y Perú, incluyendo a las Islas Galápagos y las Antillas. Es un género prominente y característico tanto de la flora como de la vegetación de México. Muchas especies constituyen elementos dominantes o codominantes del bosque tropical caducifolio y de algunos matorrales xerófilos; pero algunas especies se encuentran en los bosques templados o en selvas húmedas. El estado con más especies conocidas es Guerrero, seguido por Michoacán y Oaxaca.
La  distribución del género está ligada históricamente a la expansión de los bosques tropicales secos. También se ha explorado la distribución actual de algunas especies en relación con el clima

## Usos
Debido a que muchas especies de Bursera son muy aromáticas y tienen olores muy agradables, sus resinas y extractos se han usado de diversas formas, ya sea en rituales o en la elaboración de aceites esenciales y perfumes. Esta diversidad de aromas se debe a que tienen muchos compuestos terpenoides  y fenólicos. También se ha explorado la actividad antiinflamatoria, bactericida y anticancerígena de algunos de estos compuestos.
El copal es una resina aromática que se obtiene de diversas especies de Bursera, y que tiene usos ceremoniales en el centro y sur de México. La resina más apreciada se obtiene de dos especies: B. bipinnata (o copal chino) y B. copallifera (o copal ancho). Desde la época prehispánica el copal llegaba como tributo a Tenochtitlan procedente de diversas localidades del estado de Guerrero. El humo del copal, además de considerarse alimento divino, permitía el vínculo entre las deidades y humanos, en los ritos de producción agrícola, la salud y el éxito en diversas labores de subsistencia. Actualmente tiene todavía un papel principal en los rituales de ofrenda a las entidades antiguas y cristianas. Además de en Guerrero, se produce también en la mixteca poblana y oaxaqueña y en algunas localidades de Morelos.
El linaloe (Bursera linanoe, antes conocido como B. aleoxylon), es un árbol de cuya madera y frutos se obtiene un aceite esencial muy apreciado por su aroma, que se usa en la industria de perfumes y jabones, pero también tiene usos cosméticos, medicinales y aromáticos en general. A principios del siglo XX el aceite se extraía de su madera, lo que llevó a que muchas poblaciones naturales desaparecieran. Actualmente el aceite esencial se obtiene de los frutos, lo cual, en principio, permite mantener a las poblaciones naturales y hacer un uso sustentable del recurso. De los frutos se obtiene de 2.5 a 3% de aceite, mientras que la madera oscura con aceite almacenado (madera calada) tiene de 2.3 a 3.3%.
La madera de linaloe se ha usado tradicionalmente en la elaboración de artesanías en Olinalá, Guerrero. Sin embargo, debido a la escasez de madera de linaloe, actualmente la mayor parte de estas artesanías se elaboran con madera de pino, y se perfuman con el aceite esencial de linaloe para que tengan el aroma tradicional. Antes de la conquista la resina (copal) de esta especie se tenía en mucha estima por su perfume.
Los alebrijes, artesanías que elaboran distintas comunidades de Oaxaca, se fabrican con madera de Bursera glabrifolia. Esto ha llevado a la sobreexplotación de esta especie, que ha desaparecido de los bosques cercanos a las comunidades en donde se fabrican estas artesanías, lo que ha ocasionado que se importe de otras localidades. Se ha trabajado en algunas de ellas para desarrollar planes de manejo sustentables, que permitan extraer la madera y mantener a las poblaciones viables.

## Propagación
Dada la característica de las especies del género Bursera de presentarse en estadios sucesionales relativamente avanzados de los bosques tropicales caducifolios, y a que muchas especies están sujetas a un uso intensivo, su propagación y reintroducción en plantaciones en sitios perturbados es parte de las estrategias de restauración ecológica de estos bosques. Sin embargo, algunos ensayos han mostrado que las semillas de varias especies del género presentan porcentajes de germinación muy bajos, por lo que el empleo de técnicas de propagación vegetativa parece ser una estrategia recomendable para producir en un plazo corto un buen número de plantas de alta calidad. La propagación por estacas permite obtener en mayor número y con rapidez individuos con las dimensiones necesarias para ser trasplantados al campo

## Taxonomía
El género fue descrito por Jacq. ex L. y publicado en Species Plantarum, Editio Secunda 1: 471. 1762. La especie tipo es Bursera gummifera L. 

#### Etimología
Bursera: nombre genérico que fue nombrado en honor del botánico alemán Joachim Burser (1583 – 1649).

## Especies seleccionadas
- Bursera acuminata (Rose) Engl. ex Willd.
- Bursera aloexylon (Schiede ex Schltdl.) Engl.
- Bursera arida Standl.
- Bursera aptera Ramírez
- Bursera arborea L.Riley
- Bursera ariensis
- Bursera attenuata L.Riley
- Bursera aspleniifolia Brandegee
- Bursera bicolor Engl.
- Bursera biflora Standl.
- Bursera bipinnata Engl.
- Bursera bolivarii Rzed.
- Bursera bonairensis Bold. in Bold.
- Bursera bonetti Rzed.
- Bursera cerasifolia Brandegee
- Bursera chemapodicta Rzed. & E.Ortiz
- Bursera cinerea Engl.
- Bursera citronella
- Bursera compacta
- Bursera copallifera
- Bursera coyucensis
- Bursera crenata
- Bursera cuneata
- Bursera delpechiana Poiss. ex Engl.
- Bursera denticulata
- Bursera discolor
- Bursera diversifolia
- Bursera epinnata
- Bursera excelsa (Kunth) Engl.
- Bursera fagaroides (Kunth) Engl.
- Bursera galeottiana Engl.
- Bursera glabrifolia (Kunth) Engl.
- Bursera glauca Griseb. - Ayuda prieta de Cuba
- Bursera graveolens (Kunth) Triana & Planch.
- Bursera heteresthes
- Bursera hindsiana
- Bursera hintonii
- Bursera infiernidialis
- Bursera instabilis
- Bursera isthmica
- Bursera heliae
- Bursera kerberii
- Bursera kruzei
- Bursera lancifolia
- Bursera laurihuertae
- Bursera laxiflora
- Bursera leptophloeos Engl.
- Bursera longpipes
- Bursera macvaughiana
- Bursera malacophylla B.L.Rob.
- Bursera medranoana
- Bursera microphylla A.Gray
- Bursera morelensis [Ramírez]
- Bursera penicillata (DC.) Engl.
- Bursera palmeri S. Watson
- Bursera schlechtendalii Engl.
- Bursera simaruba (L.) Sarg.
- Bursera staphyleoides
- Bursera stenophylla
- Bursera submoniliformis
- Bursera suntui
- Bursera techomaca
- Bursera tomentosa
- Bursera tonkinensis Guillaum.
- Bursera trifoliolata
- Bursera trimera
- Bursera vasquezyanesii
- Bursera vejar-vazquezii
- Bursera velutina
- Bursera xochipalensis